# يصهار كوهين
يصهار كوهين (بالعبرية: יזהר כהן) (مواليد 13 مارس 1951 في جفعاتايم) مغني إسرائيلي فاز عام 1978 بمسابقة الأغنية الأوروبية.

## الحياة الشخصية
ولد كوهين في تل أبيب وينتمي إلى عائلة فنية وهم شلومو كوهين (سليمان العظيم)، سارة كوهين، هوفني، بيني، وفاردينا كوهين.

## السيرة
بدأ كوهين في الغناء عندما كان طفلا صغيرا وانضم إلى والده في أدائه. عندما وصل عمره إلى 18 سنة انضم كوهين فرقة ناحل الغنائية للجيش الإسرائيلي. خلال السبعينات كان كوهين واحد من أشهر المغنيين في إسرائيل. مثل إسرائيل وفاز عام 1978 بمسابقة الأغنية الأوروبية مع مجموعة ألفابيتا بأداء أغنية أبانيبي التي كانت من تلحين نوريت هيرش وكلمات ايهود مانور.
مثل كوهين في وقت لاحق إسرائيل مرة أخرى (هذه المرة مع مجموعة من المطربين لم يذكر اسمه الدعم) في مسابقة 1985 بأداء أغنية أوليه أوليه التي كانت من تلحين كوبي أوشرات وكلمات هاموتال بن زئيف) حيث أحتل المركز الخامس. حاول مرة أخرى تمثيل إسرائيل في عام 1987 و 1996 ولكن لم يفز في النهائي الوطني.
كوهين عضو فاعل في مسرح حيفا واليوم يمتلك محل مجوهرات.

## روابط خارجية
- يصهار كوهين على موقع IMDb (الإنجليزية)
- يصهار كوهين على موقع ميوزك برينز (الإنجليزية)
- يصهار كوهين على موقع أول ميوزيك (الإنجليزية)
- يصهار كوهين على موقع ديسكوغز (الإنجليزية)